# The Saxhams
The Saxhams – civil parish w Anglii, w Suffolk, w dystrykcie West Suffolk. W 2011 civil parish liczyła 286 mieszkańców.